# Kanton Scaër
Kanton Scaër (fr. Canton de Scaër) je francouzský kanton v departementu Finistère v regionu Bretaň. Skládá se ze tří obcí.

## Obce kantonu
- Querrien
- Saint-Thurien
- Scaër